# Süddeutsche Handballmeisterschaft 1951
Die Süddeutsche Handballmeisterschaft 1951 war die zweite vom Süddeutschen Handballverband (SHV) ausgerichtete Endrunde um die Süddeutsche Meisterschaft im Hallenhandball der Männer. Sie wurde am 27. Januar 1951 ausgespielt.

## Turnierverlauf
Der VfL Oßweil konnte die Meisterschaft für sich entscheiden. Bei der Endrunde um die Deutsche
Meisterschaft 1951, für die er als
 Süddeutscher Meister qualifiziert war, musste er sich erst im Finale,
SV Polizei Hamburg – VfL Oßweil: 19:3 (Halbzeit: 10:2),
 geschlagen geben, was für den VfL immerhin die
Deutsche Vizemeisterschaft bedeutete. SV Polizei Hamburg war in diesem Jahr
 einfach ein zu übermächtiger
Gegner.

### Modus
Teilnahmeberechtigt waren jeweils die Meister der Endrunden Baden, Südbaden,  Bayern und Württemberg.
- Das Verbandsgebiet Württemberg umfasste nur den Bezirk Württemberg im Land Württemberg-Baden
- Das Verbandsgebiet Baden umfasste nur den Bezirk Baden im Land Württemberg-Baden
- Baden und Südbaden (bislang Bereich Südwest) bilden in den Folgesaison eine Spielgemeinschaft
- Württemberg wird zur Folgesaison um den Verband Südwürttemberg-Hohenzollern (bislang Bereich Südwest) erweitert

Es spielte jeder gegen jeden, der Meister war für die Endausscheidung zur Deutschen Meisterschaft 1951 qualifiziert.

### Endrunde
PSV GW Frankfurt 	– 	VfL München 	7 	: 	5
VfL Oßweil 	– 	TSV 1905 Rot 	8 	: 	2
VfL Oßweil 	– 	VfL München 	9 	: 	4
TSV 1905 Rot 	– 	PSV GW Frankfurt 	6 	: 	6
TSV 1905 Rot 	– 	VfL München 	3 	: 	2
VfL Oßweil 	– 	PSV GW Frankfurt 	4 	: 	4

### Endrundentabelle
Saison 1950/51
|    | Mannschaft                 | Sp | Pkte |
| -- | -------------------------- | -- | ---- |
| 1. | VfL Oßweil                 | 3  | 5:1  |
| 2. | PSV Grünweiß Frankfurt (M) | 3  | 4:2  |
| 3. | TSV 1905 Rot               | 3  | 3:3  |
| 4. | VfL 1926 München           | 3  | 0:6  |

Süddeutscher Meister und für die Endrunde zur Deutschen Meisterschaft 1950/51 qualifiziert